# 페르시아인의 편지

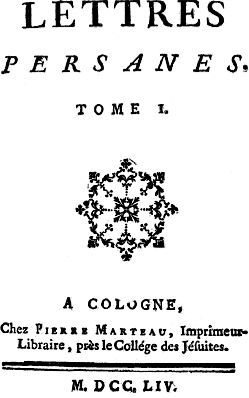
1754년 에디션의 책 표지

《페르시아인의 편지》(프랑스어: Lettres persanes, 영어: Persian Letters)는 몽테스키외가 지은 서간체의 풍자소설이다.
프랑스 파리에 온 페르시아의 고관이 자기 할렘(후궁)에 있는 애첩의 부정을 알고 귀국을 결의한다는 천일야화풍(千一夜話風)의 호색취미를 하나의 중추로 하면서 그와 그의 벗이 이국의 풍물을 친지에게 보고하는 형태로 된 문명비판의 글이다. 파리 시민 각층의 생태와 커피숍의 번성함 등 섭정시대의 풍속묘사와 교회에의 비판 및 정치적 고찰 등 그 대상은 다양다기하다. 편견에 현혹되지 않는 이국인 견문기의 형식은 18세기 풍자문학의 전형이 되었다.